# American Warrior
Série American Ninja
Le Ninja blanc
(1987)
Pour plus de détails, voir Fiche technique et Distribution.
American Warrior (American Ninja) est un film américain réalisé par Sam Firstenberg, sorti en 1985. Le film a connu quatre suites : Le Ninja blanc (American Ninja 2: The Confrontation) en 1987, American Warrior 3 en 1989, Force de frappe (American Ninja 4: The Annihilation) en 1990 et American Ninja 5 en 1993.

## Synopsis
Joe Armstrong, un soldat américain, stationne aux Philippines. Il y affronte une organisation de ninjas, qui vole les armes de l'armée.

## Fiche technique
- Titre : American Warrior
- Titre québécois : Commando Spécial
- Titre original : American Ninja
- Autre titre : Nine Deaths of the Ninja
- Réalisation : Sam Firstenberg
- Scénario : Paul De Mielche, Avi Kleinberger, Gideon Amir et James R. Silke
- Musique : Michael Linn
- Photographie : Hanania Baer
- Montage : Andy Horvitch, Peter Lee-Thompson, Marcus Manton, Marcel Mindlin et Daniel Wetherbee
- Production : Yoram Globus, Menahem Golan et Harry Alan Towers
- Société de production : Cannon Group et Golan-Globus Productions
- Pays de production :  États-Unis et  Philippines
- Genre : Action et aventure
- Durée : 95 minutes
- Date de sortie : 
  - États-Unis : 30 août 1985
- Affiche : Jean Mascii (France)

## Distribution
- Michael Dudikoff : le soldat Joe T. Armstrong
- Steve James : le caporal Curtis Jackson
- Judie Aronson : Patricia Hickock
- Guich Koock : le colonel William T. Hickock
- Yoshiko Sakuma : la sorcière Miyazuki
- John Fujioka (en) : Shinyuki
- Don Stewart : Victor Ortega
- John LaMotta : Rinaldo
- Nick Nicholson : l'officier
- Richard Norton : le député

## Accueil
Le film est largement considéré comme un nanar et fait l'objet d'un certain culte à cet égard,.